# シェフラー (小惑星)
シェフラー (2485 Scheffler) は、小惑星帯の小惑星である。カール・ラインムートがケーニッヒシュトゥール天文台で発見した。
ケーニッヒシュトゥール天文台のスタッフで、ハイデルベルク大学の教授でもあったヘルムート・シェフラーの退官を記念して名付けられた。